# Batterie de Blunts Point
La batterie de Blunts Point — également connue sous le nom de canons navals de Blunts Point ou de site de Matautu Ridge — est une batterie située sur la crête de Matautu, près de Pago Pago dans les Samoa américaines. Elle était un élément de la fortification des îles Samoa qui a été installée après l’attaque de Pearl Harbor. Il s’agit d’un exemple rare de canons côtiers du Pacifique datant de la Seconde Guerre mondiale, qui se trouve dans un état quasi-intact. Elle a été inscrite au National Historic Landmark en 1987.

## Historique et description
Blunts Point est une projection défensive située sur le côté ouest de l’embouchure du port de Pago Pago, au sud de l’île de Tutuila, au sud-est du village d’Utulei. Deux canons de six pouces sont situés à environ deux cents pieds (61 m) au-dessus du niveau de la mer, ce qui offre, à cet endroit, une vue imprenable sur l’entrée du port. Ils sont placés dans des structures de béton circulaires avec un parapet d'environ 1,2 m de hauteur. Une Sainte-barbe, située à flanc de colline, se trouve à peu de distance en dessous de l'emplacement. La batterie, récemment restaurée et en bon état, est accessible au public par un sentier de randonnée.
Les tensions de la Seconde Guerre mondiale ont incité le gouvernement des États-Unis à commencer à fortifier les Samoa américaines en 1940. Les marines des États-Unis ont installé deux canons à Blunts Point et deux autres à l'est du port de Breakers Point. Après l'attaque japonaise de Pearl Harbor en décembre 1941 et la capture de Guam peu de temps après, les Samoa américaines revêtirent alors une importance cruciale en tant que seule base américaine importante dans le Pacifique occidental et furent encore renforcées en prévision d'une attaque. Bien qu'aucune attaque ne soit jamais arrivée, les Samoa américaines constituaient un approvisionnement essentiel et un lieu d'entraînement pour les actions militaires américaines dans le Pacifique.